# Террі Каммінгс
Роберт Террелл «Террі» Каммінгс (англ. Robert Terrell "Terry" Cummings, нар. 15 березня 1961, Чикаго, США) — американський професіональний баскетболіст, що грав на позиціях важкого форварда і центрового за низку команд НБА.

## Ігрова кар'єра
Починав грати у баскетбол у команді старшої школи Карвера (Чикаго, Іллінойс). На університетському рівні грав за команду Депол (1979–1982).
1982 року був обраний у першому раунді драфту НБА під загальним 2-м номером командою «Сан-Дієго Кліпперс». Захищав кольори команди із Сан-Дієго протягом наступних 2 сезонів. У першому сезоні здобув нагороду новачка року НБА, набираючи 23,7 очка та 10,4 підбирання за гру.
З 1984 по 1989 рік грав у складі «Мілвокі Бакс». 1985 та 1989 року брав участь у матчах всіх зірок НБА.
1989 року перейшов до «Сан-Антоніо Сперс», у складі якої провів наступні 6 сезонів своєї кар'єри. 1992 року травмувався та пропустив 74 матчі сезону. Повернувшись на майданчик після травми, вже не показував тої зіркової гри до кінця кар'єри.
Наступною командою в кар'єрі гравця була «Мілвокі Бакс», куди він повернувся 1995 року та за яку відіграв один сезон.
З 1996 по 1997 рік грав у складі «Сіетл Суперсонікс».
1997 року перейшов до «Філадельфія Севенті-Сіксерс», у складі якої провів наступний сезон своєї кар'єри.
Наступною командою в кар'єрі гравця була «Нью-Йорк Нікс», за яку він відіграв лише частину сезону 1998 року.
Останньою ж командою в кар'єрі гравця стала «Голден-Стейт Ворріорс», до складу якої він приєднався 1999 року і за яку відіграв один сезон.

## Статистика виступів в НБА

### Регулярний сезон
| Сезон              | Команда                       | GP    | GS  | MPG  | FG%  | 3P%   | FT%  | RPG  | APG | SPG | BPG | PPG  |
| ------------------ | ----------------------------- | ----- | --- | ---- | ---- | ----- | ---- | ---- | --- | --- | --- | ---- |
| 1982–83            | «Сан-Дієго Кліпперс»          | 70    | 69  | 36.2 | .523 | .000  | .709 | 10.6 | 2.5 | 1.8 | .9  | 23.7 |
| 1983–84            | «Сан-Дієго Кліпперс»          | 81    | 80  | 35.9 | .494 | .000  | .720 | 9.6  | 1.7 | 1.1 | .7  | 22.9 |
| 1984–85            | «Мілвокі Бакс»                | 79    | 78  | 34.5 | .495 | .000  | .741 | 9.1  | 2.9 | 1.5 | .8  | 23.6 |
| 1985–86            | «Мілвокі Бакс»                | 82    | 82  | 32.5 | .474 | .000  | .656 | 8.5  | 2.4 | 1.5 | .6  | 19.8 |
| 1986–87            | «Мілвокі Бакс»                | 82    | 77  | 33.8 | .511 | .000  | .662 | 8.5  | 2.8 | 1.6 | 1.0 | 20.8 |
| 1987–88            | «Мілвокі Бакс»                | 76    | 76  | 34.6 | .485 | .333  | .665 | 7.3  | 2.4 | 1.0 | .6  | 21.3 |
| 1988–89            | «Мілвокі Бакс»                | 80    | 78  | 35.3 | .467 | .467  | .787 | 8.1  | 2.5 | 1.3 | .9  | 22.9 |
| 1989–90            | «Сан-Антоніо Сперс»           | 81    | 78  | 34.8 | .475 | .322  | .780 | 8.4  | 2.7 | 1.4 | .6  | 22.4 |
| 1990–91            | «Сан-Антоніо Сперс»           | 67    | 62  | 32.8 | .484 | .212  | .683 | 7.8  | 2.3 | .9  | .4  | 17.6 |
| 1991–92            | «Сан-Антоніо Сперс»           | 70    | 67  | 30.7 | .488 | .385  | .711 | 9.0  | 1.5 | .8  | .5  | 17.3 |
| 1992–93            | «Сан-Антоніо Сперс»           | 8     | 0   | 9.5  | .379 | –     | .500 | 2.4  | .5  | .1  | .1  | 3.4  |
| 1993–94            | «Сан-Антоніо Сперс»           | 59    | 29  | 19.2 | .428 | .000  | .589 | 5.0  | .8  | .5  | .2  | 7.3  |
| 1994–95            | «Сан-Антоніо Сперс»           | 76    | 20  | 16.8 | .483 | –     | .585 | 5.0  | .8  | .5  | .3  | 6.8  |
| 1995–96            | «Мілвокі Бакс»                | 81    | 13  | 21.9 | .462 | .143  | .650 | 5.5  | 1.1 | .7  | .4  | 8.0  |
| 1996–97            | «Сіетл Суперсонікс»           | 45    | 3   | 18.4 | .486 | .600  | .695 | 4.1  | .9  | .7  | .2  | 8.2  |
| 1997–98            | «Філадельфія Севенті-Сіксерс» | 44    | 2   | 14.9 | .458 | .000  | .672 | 3.4  | .5  | .5  | .1  | 5.3  |
| 1997–98            | «Нью-Йорк Нікс»               | 30    | 1   | 17.6 | .477 | –     | .700 | 4.5  | .9  | .5  | .2  | 7.8  |
| 1998–99            | «Голден-Стейт Ворріорс»       | 50    | 0   | 20.2 | .439 | 1.000 | .711 | 5.1  | 1.2 | .9  | .2  | 9.1  |
| 1999–00            | «Голден-Стейт Ворріорс»       | 22    | 0   | 18.1 | .429 | –     | .821 | 4.9  | 1.0 | .6  | .4  | 8.4  |
| Усього за кар'єру  | Усього за кар'єру             | 1,183 | 815 | 28.7 | .484 | .295  | .706 | 7.3  | 1.9 | 1.1 | .5  | 16.4 |
| В іграх усіх зірок | В іграх усіх зірок            | 2     | 0   | 17.5 | .423 | –     | .833 | 6.0  | .5  | 1.5 | 1.0 | 13.5 |

### Плей-оф
| Сезон             | Команда             | GP  | GS | MPG  | FG%  | 3P%  | FT%  | RPG  | APG | SPG | BPG | PPG  |
| ----------------- | ------------------- | --- | -- | ---- | ---- | ---- | ---- | ---- | --- | --- | --- | ---- |
| 1985              | «Мілвокі Бакс»      | 8   | 8  | 38.9 | .577 | .000 | .828 | 8.8  | 2.5 | 1.5 | .9  | 27.5 |
| 1986              | «Мілвокі Бакс»      | 14  | 14 | 36.4 | .514 | –    | .694 | 9.9  | 3.0 | 1.4 | 1.1 | 21.6 |
| 1987              | «Мілвокі Бакс»      | 12  | 10 | 36.9 | .488 | –    | .687 | 7.9  | 2.3 | 1.0 | 1.1 | 22.3 |
| 1988              | «Мілвокі Бакс»      | 5   | 5  | 38.6 | .562 | –    | .659 | 7.8  | 2.6 | 1.8 | .6  | 25.8 |
| 1989              | «Мілвокі Бакс»      | 5   | 4  | 24.8 | .362 | .000 | .875 | 6.6  | 1.4 | .6  | .0  | 12.8 |
| 1990              | «Сан-Антоніо Сперс» | 10  | 10 | 37.5 | .528 | .200 | .808 | 9.4  | 2.2 | .7  | .4  | 24.9 |
| 1991              | «Сан-Антоніо Сперс» | 4   | 4  | 31.0 | .510 | .000 | .500 | 9.3  | 1.0 | .8  | .5  | 14.8 |
| 1992              | «Сан-Антоніо Сперс» | 3   | 3  | 40.7 | .515 | .000 | .500 | 11.3 | 2.3 | 1.3 | 1.3 | 26.0 |
| 1993              | «Сан-Антоніо Сперс» | 10  | 0  | 13.8 | .443 | .000 | .625 | 3.9  | .5  | .3  | .1  | 6.7  |
| 1994              | «Сан-Антоніо Сперс» | 4   | 1  | 18.0 | .500 | –    | .833 | 6.3  | .5  | 1.3 | .8  | 8.0  |
| 1995              | «Сан-Антоніо Сперс» | 15  | 2  | 9.0  | .375 | .000 | .733 | 2.1  | .3  | .3  | .1  | 3.9  |
| 1997              | «Сіетл Суперсонікс» | 12  | 6  | 24.3 | .489 | –    | .667 | 6.0  | 1.2 | .9  | .5  | 8.8  |
| 1998              | «Нью-Йорк Нікс»     | 8   | 1  | 15.0 | .441 | –    | .250 | 4.4  | .6  | .5  | .3  | 4.0  |
| Усього за кар'єру | Усього за кар'єру   | 110 | 68 | 26.9 | .502 | .091 | .706 | 6.7  | 1.6 | .9  | .6  | 15.1 |